# في دي فخونس (شركة)
في دي فخونس (بالإنجليزية: Vie de France) ، هي شركة لإنتاج الأطعمة اليابانية، وهي تابعة لشركة ياماكازي باكينغ، وتوفر الأطعمة الأوروبية في الغالب كالطعام الهولندي مثلاً، وتقع مقرها في ولاية فيرجينا الأمريكية والعاصمة اليابانية طوكيو.